# Евлогий (Алгазин)
Епи́скоп Евло́гий (в миру Евла́мпий Ереме́евич Алга́зин; 1867, Усть-Логатка, Тобольская губерния — 19 февраля 1916, Черемшаны, Саратовская губерния) — епископ Древлеправославной Церкви Христовой (старообрядцев, приемлющих белокриницкую иерархию), епископ Уральский и Оренбургский.

## Биография
Из крестьян деревни Усть-Лагацкой (ныне — Усть-Логатка в Крутинском районе Омской области).
В 1889 году призван в армию, служил в первом стрелковом Его Величества полку.
Уволившись с военной службы, поселился в монастыре в 80 верстах от Томска.
В 1902 году поставлен в диаконы епископом Феодосием. Принял иноческий постриг в 1903 году, но, так как власти не признавали старообрядческого пострижения, участвовал в русско-японской войне 1904—1905 гг., служа «по продовольственной части» в Маньчжурской армии. После войны состоял при епископе Томском Иоасафе, затем по его благословению отправился в Уральск к епископу Уральскому Арсению, у которого пробыл семь месяцев, после чего в 1907 году определён в Черемшанский монастырь.
В 1908 году поставлен во священноиноки и в игумены этого монастыря епископом Арсением.
Избран на епископскую кафедру в Уральске 29 июня 1909 года, будучи архимандритом, но отказался. До того его звали на многие вдовствующие епархии, но по смирению он отказывался принять сан епископа.
19 сентября 1912 года на Освященном соборе избран во епископа Уральско-Оренбургской епархии. После настойчивых увещаний изъявил покорность.
8 ноября 1912 года в Покровском кафедральном храме рукоположен во епископа. Хиротонию совершили: архиепископ Московский Иоанн (Картушин), епископ Рязанский Александр (Богатенко), епископ Калужский и Смоленский Павел (Силаев).
Был одним из кандидатов на московский архиепископский престол, причём на 14-м всероссийском съезде старообрядцев за его избрание проголосовало вдвое больше депутатов, чем за избрание остальных кандидатов.
За месяц до кончины приехал в Москву для лечения. Предвидя близкую кончину, 12 февраля 1916 года выехал на Черемшан, а 15 февраля принял схиму.
Скончался 19 февраля 1916 года. Погребение 24 февраля совершил архиепископ Мелетий (Картушин). Похоронен в Черемшане, могила не сохранилась.